# Брут, или О знаменитых ораторах
«Брут, или О знамени́тых ора́торах» (лат. Brutus sive De claris oratoribus) — трактат Марка Туллия Цицерона, посвящённый ораторскому искусству.
Трактат был написан в 46 году до н. э. Он представляет собой рассказ об истории ораторского искусства в Риме, написанный в форме диалога. Его герои — сам Цицерон, Марк Юний Брут и Тит Помпоний Аттик. Цицерон сначала даёт краткий очерк истории красноречия в Греции, а потом переходит к Риму. Он выделяет четыре основных стадии: древнейшая эпоха, времена Марка Порция Катона Цензора, эпоха Гая Семпрония Гракха и современность, причём лучшими ораторами последней эпохи называет себя и Квинта Гортензия Гортала. Собственные речи Цицерон считает высшей точкой развития римского красноречия.
Автор перечисляет множество римских ораторов, начиная с первых лет Республики. В большинстве своём это аристократы, и Цицерон уверен, что только люди высокого происхождения могут быть настоящими ораторами. От оценки с этой точки зрения своего современника Гая Юлия Цезаря, который в 46 году до н. э. воевал с помпеянцами в Африке, Марк Туллий уклоняется: характеристику Цезарю даёт Аттик.

## Список ораторов, упомянутых в трактате
- Луций Юний Брут
- Аппий Клавдий Цек
- Гай Фабриций Лусцин
- Тиберий Корунканий
- Маний Курий Дентат
- Гай Фламиний
- Квинт Фабий Максим Кунктатор
- Квинт Цецилий Метелл
- Луций Ветурий Филон
- Марк Корнелий Цетег
- Публий Корнелий Сципион
- Квинт Фабий Лабеон
- Тиберий Семпроний Гракх
- Марк Порций Катон Цензор
- Гай Сульпиций Галл
- Публий Корнелий Сципион Назика Коркул
- Квинт Фульвий Нобилиор
- Тит Анний Луск
- Спурий Постумий Альбин Магн
- Публий Корнелий Сципион Эмилиан
- Луций Муммий Ахаик
- Сервий Сульпиций Гальба
- Луций Аврелий Котта
- Луций Аврелий Орест
- Квинт Цецилий Метелл Македонский
- Квинт Помпей
- Гай Лелий Мудрый
- Спурий Муммий
- Децим Юний Брут Каллаик
- Публий Корнелий Сципион Назика Серапион
- Тиберий Семпроний Гракх
- Марк Октавий
- Публий Попиллий Ленат
- Луций Кассий Лонгин Равилла
- Публий Лициний Красс Муциан
- Квинт Фабий Максим Аллоброгик
- Гай Фанний
- Гай Папирий Карбон
- Марк Ливий Друз
- Луций Лициний Красс
- Марк Антоний Оратор
- Гай Тиций
- Квинт Веттий Веттиан
- Квинт Валерий Соран
- Децим Валерий Соран
- Тит Бетуций Бар
- Луций Папирий из Фрегелл
- Луций Биллиен
- Квинт Лукреций Веспиллон
- Публий Кануций
- Луций Цезулен